# 西塔科查區
7°31′21″S 77°58′15″W / 7.5224°S 77.9707°W
西塔科查區（西班牙語：Distrito de Sitacocha），是秘魯的一個區，位於該國北部卡哈馬卡大區的卡哈班巴省，始建於1855年2月11日，面積589.9平方公里，海拔高度2,956米，2005年人口9,472，人口密度每平方公里16人。